# Sister Bliss
Sister Bliss (nombre real Ayalah Deborah Bentovim, 30 de diciembre de 1971) es una teclista, productora de discos, DJ, compositora y letrista británica. 
En el estudio es más conocida por su trabajo con Rollo Armstrong, particularmente como parte de Faithless.

## Carrera
Sister Bliss es hija de Arnon Bentovim. Se inicia en la música a los cinco años de edad, cuando aprende a tocar el piano. Tiempo después aprende a tocar el violín, el saxofón y después el bajo.

### Faithless
Sister Bliss formó Faithless en 1995 con Rollo, Jamie Catto y Maxi Jazz. Bliss compuso la mayoría de la música de Faithless electrónicamente, pero también tocó el piano, el violín, el saxofón y el bajo. En el transcurso de los años han aparecido otros miembros y colaboradores de Faithless que incluyen a Zoë Johnston y, con frecuencia la hermana de Rollo, Dido, quien empezó su carrera musical como vocalista para la banda. Faithless viajó extensamente, y mientras Rollo prefirió quedarse en el estudio, Sister Bliss inició una etapa con Maxi Jazz. Faithless lleva 26 años en escena, han producido siete álbumes, incluyendo dos hits, y seis canciones top 10. Como dato, Faithless ha vendido más de 15 millones de discos en todo el mundo y ha tocado para millones por todo el mundo.
Sister Bliss lanzó en el 2001 una recopilación de dos discos titulados Headliners: 02.
El 10 de septiembre de 2006 Sister Bliss tuvo un hijo llamado Nate. La pista "Nate's Tune" encontrada en el álbum de Faithless  To All New Arrivals está dedicado a él. Más tarde, Faithless creó su propio sello discográfico llamado Nate's Tunes.
Sister Bliss lanzó Nightmoves el 14 de julio de 2008.

### Después de Faithless
Después de retirarse de Faithless en abril de 2011, Sister Bliss se concentró en diferentes proyectos. Ella presenta un espectáculo semanal en Ministry of Sound Radio  todos los viernes a las 7 p. m..
Sister Bliss ha trabajado con Dido, Boy George, Cat Power, Robert Smith (The Cure), The Temper Trap y Example entre otros. Es una músico dotada y compositora, Sister Bliss ha escrito música para películas, televisión y teatro. Los créditos incluyen la película Knife Fight en el 2012 que protagoniza Rob Lowe, y dirigida por el dos veces ganador del Oscar, Bill Guttentag, colaboraciones para Sex & The City 2, La Playa de Danny Boyle , la película británica aclamada The Hide, Crossing the Line y el popular drama televisivo Life Begins. Para teatro, Bliss ha escrito música para The Black Album y The Emperor Jones en El Teatro Nacional en Londres, así también compuso una pieza original para el London Sinfonietta, el cual se presentó en el Fuse Festival, en Reino Unido.
Inspirada por su amor por descubrir música nueva a través de sus espectáculos radiofónicos y como DJ, en 2013 Sister Bliss lanza su etiqueta propia: Junkdog Records. Surge acá una oportunidad para la música nueva; Junkdog ya tiene un programa ocupado de artistas nuevos y originales exclusivos de Sister Bliss.
El 'Faithless Sound System''Faithless Sound -a stripped down live act featuring a live PA from Maxi Jazz, DJ set from Bliss and percussion-  ha aparecido en varios festivales en todo el mundo desde la ruptura de la banda Faithless. Estos tienen una duración de una hora aproximadamente.
En años recientes ella ocasionalmente se ha presentado en clubes en el Reino Unido, a menudo como DJ tocando música house.
El 31 de mayo de 2013,  vuelve a reunirse con Maxi Jazz para un Faithless live PA and DJ set en el club nocturno Electric Brixton en Londres. El 1,500 capacity event fue un evento en ayuda de la joven academia para club de fútbol Cristal Palace. Un arreglo similar de su DJing pistas de casa entre las canciones Faithless que presentan Maxi Jazz como vocal en vivo, se presentó en un festival en los Estados Unidos en marzo del mismo año. El Brixton Electric se repitió el 6 de junio de 2014 y fue descrito como un "anual fundraiser", indicando que lo continuaran como evento anual.
Ella lanzó el mid-tempo house, pista Dancing Home bajo el nombre de 'Bliss' en 2014. Presentando como vocalista a Janne Schra, y mezcladores a los artistas Tuff City Kids y Yoon.

## Discografía

### Álbumes
- 2001: Headliners: 02
- 2008: Nightmoves

### Canciones
- 1993: "Future Pulse / The Future Is Now"[7]
- 1994: "Cantgetaman, Cantgetajob (Life's a Bitch!)" (ft. Colette)[8]
- 1995: "Oh! What a World"[9]
- 1996: "Bad Mand"[10]
- 2000: "Sister Sister"[11]
- 2001: "Deliver Me" (feat. John Martyn)[12]
- 2014: Dancing Home